# Ernest Ndjissipou
Ernest Ndjissipou (* 24. September 1972 in Bangui) ist ein ehemaliger zentralafrikanischer Leichtathlet, der sich auf den Marathonlauf und den 5000-Meter-Lauf spezialisiert hatte. Er trat in drei Olympischen Spielen (1992 in Barcelona, 1996 in Atlanta, 2004 in Athen) an und hat zudem einen nationalen Rekord mit einer Zeit von 2:18:06 h im Marathon bei den Weltmeisterschaften 2003 in Paris aufgestellt.

## Sport
Ndjissipou hatte seinen ersten internationalen Auftritt beim Wettbewerb über 5000 m bei den Olympischen Spielen 1992. Er erreichte eine Zeit von 14:40,12 min und schied im Vorlauf aus.
Bei den Olympischen Spielen 1996 trat Ndjissipou zusätzlich im Marathon an, wo er mit einer Zeit von 2:35:55 h auf Platz 97 lief.
Acht Jahre nachdem er das letzte Mal an den Olympischen Spielen teilgenommen hatte, qualifizierte sich Ndjissipou mit 31 Jahren ein drittes Mal für das Zentralafrikanische Team durch seine Teilnahme an dem Marathon bei den Leichtathletik-Weltmeisterschaften 2003 in Paris. In Athen lief er dann auf Platz 44 mit einer Zeit von 2:21:23 h. Mit seiner dreimaligen Olympia-Teilnahme erreichte er einen persönlichen Meilenstein, er wurde auch vom Nationalen Olympischen Komitee als Fahnenträger bei der Eröffnungszeremonie ernannt.